# 英国圣公会差会 (女部)
英国圣公会差会 (女部)（Church of England Zenana Mission）是一个英国向海外传教的女性差会，属于基督教圣公宗，成立于1880年。宗旨是将基督教介绍给印度、中国、锡兰和新加坡的妇女。1936年时总部设在伦敦Fitzroy 广场南安普敦街19-21号。1957年并入英国圣公会差会 (CMS)。
英国圣公会差会 (女部)于1884年派遣传教士前往中国。 首先进入福建省，建立的传教中心包括福州城内（1884年）、福州南台（1886年）、古田（1889年）、罗源（1893年）、古田鹤塘西洋、古田杉洋、建瓯小桥上堡、屏南、建宁府（1902年）、松溪（1907）和浦城（1908年）。第二个进入的省份是湖南省，建立的传教中心包括衡州（1910年）和永州（1916年）。最后进入的是广西桂林（1919年）。
1912年，英国圣公会差会 (女部)在中国建立的教会加入了中華聖公會。